# Faro de São Sebastião
El Faro de São Sebastião (en portugués: Farol de São Sebastião) es un faro que se localiza en la fortaleza del mismo nombre, en la punta Este de la Bahía de Ana Chaves en Santo Tomé, capital de Santo Tomé y Príncipe.
La torre cilíndrica de seis metros, en la cima de la muralla de la fortaleza, con uma escalera exterior de hierro conduciendo a la linterna. Consiste en una torre pintada de blanco, escalera, lintera y galerías rojas.
La fortaleza de São Sebastião alberga actualmente el Museo nacional de Historia y Arte.